# Carinodes actuosus
Carinodes actuosus là một loài tò vò trong họ Ichneumonidae.